# Спомен биста Божа Илић
Спомен биста Божа Илић постављена је у знак сећања на познатог српског и топличког сликара Божу Илића.
Биста се налази се на брду Хисар у Прокупљу. Рађена је у бронзи и дело је познатог прокупачког вајара Драгана Дробњака.
Биста се налази на пола пута до врха брда, на спомен платоу, уз бисту исто тако чувеног топличког песника Рада Драинца.
Ову бисту сваке године обиђу учесници ликовне колоније „Божа Илић“ и положе цвеће у част овом великом уметнику.

## Галерија
- Биста Боже Илића
- Бисте Рада Драинца и Боже Илића